# Kill Me Baby
Kill Me Baby (キルミーベイベー Kiru Mī Beibē?) es una serie de manga yonkoma escrita e ilustrada por Kaduho. Comenzó a serializarse en la revista Manga Time Kirara Carat de Hōbunsha a partir de julio de 2008. Sigue la vida escolar de una chica de secundaria, Yasuna Oribe y sus amigas Sonya, una asesina, y Agiri Goshiki, una ninja. Una adaptación de la serie a anime producido por el estudio J.C.Staff se emitió en Japón entre el 5 de enero de 2012 y el 29 de marzo de 2012, con un episodio OVA lanzado el 16 de octubre de 2013.

## Argumento
Kill Me Baby cuenta la historia de la vida escolar de Sonya y Yasuna. Yasuna es una chica torpe, que piensa todo el día en divertirse y gastar bromas. Por el otro lado, Sonya es una asesina a sueldo que forzosamente termina haciéndose amiga de Yasuna ya que ella la obligó. Constantemente Yasuna involucra a Sonya en sus locuras y así nacen múltiples escenas cómicas que forman parte esencial de este anime. 

## Personajes
Sonya (ソーニャ Sonya?)
Voz por: Mutsumi Tamura
Una asesina entrenada extranjera que asiste a una secundaria regular. Como ella toma constantemente trabajos de asesinatos, siempre está en constante alerta y, a menudo ataca a Yasuna cuando le toma por sorpresa o trata de hacerle bromas. A pesar de su compostura dura, ella tiene miedo de varias cosas tales como las cucarachas, fantasmas y animales salvajes.
Yasuna Oribe (折部 やすな Oribe Yasuna?)
Voz por: Chinatsu Akasaki
Torpe compañera de Sonya, que, a pesar de lo peligrosa que es, es su amiga. Ella tiende a asumir el peso de los ataques de Sonya cada vez que la toma por sorpresa o va por la borda con sus travesuras. Es la principal protagonista en la serie animada.
Agiri Goshiki (呉織 あぎり Goshiki Agiri?)
Voz por: Ai Takabe
Una ninja relajada de la misma organización que Sonya. Se trasladó a la escuela de Sonya para realizar algunas tareas y se mantiene en una habitación del club ninja sin permiso. Ella a menudo deja perplejas a Sonya y Yasuna con dudosos ninjutsus.
Personaje sin uso (没キャラ Botsu-Kyara?)
Voz por: Rie Kugimiya
Un personaje pelirrojo y de ojos verdes sin nombre, que se suponía que era parte del elenco principal, pero como Yasuna tenía todos los rasgos de su personalidad, la dejaron de lado. Desde entonces, ha prometido venganza contra Yasuna y Sonya.

## Media

### Manga
Kill Me Baby es publicado por Manga Time Kirara Carat desde julio de 2008. La editora Houbunsha ha publicado 4 compilaciones hasta el día de hoy.

### Anime
J.C.Staff adaptó algunos capítulos del manga al anime, llegando a 13 capítulos que relatan en la mayoría 3 historias.
Para hablar un poco del anime todos los capítulos duraron aproximadamente 24 minutos; tanto el Opening como el Ending fueron cantados por Mutsumi Tamura y Chinatsu Akasaki. La canción de Apertura fue Kill Me Baby y la de cierre fue Futari no Kimochi no Honto no Himitsu. La banda sonora fue realizada por EXPO. El vídeo del ending fue bastante famoso por la cantidad de personas que quisieron imitarlo.